# Nukufaiau
Nukufaiau ist eine Insel im Archipel Haʻapai, die zum Königreich Tonga gehört.

## Geografie
Das Motu liegt im Zentrum von ʻOtu Muʻomuʻa zusammen mit Nukutula. Im Osten schließen sich die Inseln Tanoa und Meama, sowie die Riffe Mai Reef und Lua Anga an, Im Süden ist Mango die nächstgelegene Insel.

## Klima
Das Klima ist tropisch heiß, wird jedoch von ständig wehenden Winden gemäßigt. Ebenso wie die anderen Inseln der Haʻapai-Gruppe wird Nukufaiau gelegentlich von Zyklonen heimgesucht.